# ماونت غيلاد (أوهايو)
ماونت غيلاد، أوهايو

ماونت غيلاد (بالإنجليزية: Mount Gilead)‏ هي مدينة أمريكية تقع في ولاية أوهايو. تبلغ مساحة هذه المدينة 8.3 (كم²)،ويبلغ عدد سكانها 3290 نسمة حسب إحصاء سنة 2010 م 3290.تشير إحصاءات سنة 2000م بأن الكثافة السكانية في هذه المدينة تقدر بـ(399.9) نسمة/كم2 

## التركيبة السكانية
قام مكتب تعداد الولايات المتحدة بتحديد بيانات التركيبة السكانية لماونت غيلاد في تعداد الولايات المتحدة. في ما يلي، التركيبة السكانية حسب تعدادي 2000 و2010.

### تعداد عام 2000
بلغ عدد سكان ماونت غيلاد 3,290 نسمة بحسب تعداد عام 2000، وبلغ عدد الأسر 1,291 أسرة وعدد العائلات 843 عائلة مقيمة في القرية. في حين سجلت الكثافة السكانية 1,035.7 نسمة لكل ميل مربع (399.9/كم2). وبلغ عدد الوحدات السكنية 1,354 وحدة بمتوسط كثافة قدره 426.3 نسمة لكل ميل مربع (164.6/كم2).
وتوزع التركيب العرقي للقرية بنسبة 97.78% من البيض و 0.12% من الأمريكيين الأصليين و 0.24% من الأمريكيين ذوي الأصول الآسيوية و 1.06% من الأمريكيين الأفارقة و 0.49% من عرقين مختلطين أو أكثر.
بلغ عدد الأسر 1,291 أسرة كانت نسبة 31.6% منها لديها أطفال تحت سن الثامنة عشر تعيش معهم، وبلغت نسبة الأزواج القاطنين مع بعضهم البعض 50.8% من أصل المجموع الكلي للأسر، ونسبة 10.6% من الأسر كان لديها معيلات من الإناث دون وجود شريك، وكانت نسبة 34.7% من غير العائلات. تألفت نسبة 31.1% من أصل جميع الأسر من أفراد ونسبة 18.1% كانوا يعيش معهم شخص وحيد يبلغ من العمر 65 عاماً فما فوق. وبلغ متوسط حجم الأسرة المعيشية 2.91، أما متوسط حجم العائلات فبلغ 2.35.
بلغ العمر الوسطي للسكان 38 عاماً. وكانت نسبة 24.0% من القاطنين تحت سن الثامنة عشر، وكانت نسبة 8.4% بين الثامنة عشر والأربعة وعشرون عاماً، ونسبة 28.3% كانت واقعةً في الفئة العمرية ما بين الخامسة والعشرون حتى والأربعة وأربعون عاماً، ونسبة 20.5% كانت ما بين الخامسة والأربعون حتى الرابعة والستون، ونسبة 18.8% كانت ضمن فئة الخامسة والستون عاماً فما فوق. يوجد لكل 100 أنثى 90.5 ذكر، ويوجد لكل 100 أنثى في الثامنة عشر من عمرها فما فوق 90.0 ذكر.
بلغ متوسط دخل الأسرة في القرية 31,894 دولار، أما متوسط دخل العائلة فبلغ 42,529 دولار. وكان متوسط دخل الذكور 35,714 دولار مقابل 22,425 دولار للإناث. وسجل دخل الفرد الخاص بالقرية 19,064 دولار. وكانت نسبة 10.1% من العائلات ونسبة 13.2% من السكان تحت خط الفقر، وكان من هؤلاء نسبة 18.1% تحت سن الثامنة عشر ونسبة 16.4% في الخامسة والستين من العمر وما فوق.

### تعداد عام 2010
بلغ عدد سكان ماونت غيلاد 3,660 نسمة بحسب تعداد عام 2010، وبلغ عدد الأسر 1,482 أسرة وعدد العائلات 875 عائلة مقيمة في القرية. في حين سجلت الكثافة السكانية 1,079.6 نسمة لكل ميل مربع (416.8/كم2). وبلغ عدد الوحدات السكنية 1,658 وحدة بمتوسط كثافة قدره 489.1 لكل ميل مربع (188.8/كم2).
وتوزع التركيب العرقي للقرية بنسبة 97.1% من البيض و 0.1% من الأمريكيين الأصليين و 0.2% من الأمريكيين ذوي الأصول الآسيوية و 2.0% من عرقين مختلطين أو أكثر.
بلغ عدد الأسر 1,482 أسرة كانت نسبة 32.4% منها لديها أطفال تحت سن الثامنة عشر تعيش معهم، وبلغت نسبة الأزواج القاطنين مع بعضهم البعض 40.7% من أصل المجموع الكلي للأسر، ونسبة 13.0% من الأسر كان لديها معيلات من الإناث دون وجود شريك، بينما كانت نسبة 5.3% من الأسر لديها معيلون من الذكور دون وجود شريكة وكانت نسبة 41.0% من غير العائلات. تألفت نسبة 35.0% من أصل جميع الأسر من أفراد ونسبة 16.6% كانوا يعيش معهم شخص وحيد يبلغ من العمر 65 عاماً فما فوق. وبلغ متوسط حجم الأسرة المعيشية 3.01، أما متوسط حجم العائلات فبلغ 2.34.
بلغ العمر الوسطي للسكان 36.9 عاماً. وكانت نسبة 24.5% من القاطنين تحت سن الثامنة عشر، وكانت نسبة 9.7% بين الثامنة عشر والأربعة وعشرون عاماً، ونسبة 25.5% كانت واقعةً في الفئة العمرية ما بين الخامسة والعشرون حتى والأربعة وأربعون عاماً، ونسبة 22.9% كانت ما بين الخامسة والأربعون حتى الرابعة والستون، ونسبة 17.3% كانت ضمن فئة الخامسة والستون عاماً فما فوق. وتوزع التركيب الجنسي للسكان بنسبة 47.3% ذكور و52.7% إناث.